# Ophryacus
Genre
Ophryacus est un genre de serpents de la famille des Viperidae. 

## Répartition
Les trois espèces de ce genre sont endémiques du Mexique.

## Description
Ce sont des serpents venimeux.

## Liste des espèces
Selon The Reptile Database (29 mai 2016) :
- Ophryacus smaragdinus Grünwald, Jones, Franz-Chávez & Ahumada-Carillo, 2015
- Ophryacus sphenophrys (Smith, 1960)
- Ophryacus undulatus (Jan, 1859)

## Publication originale
- Cope, 1887 : Catalogue of batrachians and reptiles of Central America and Mexico. Bulletin of the United States National Museum, vol. 32, p. 1-98 (texte intégral).